# Roman Sebastian Zängerle
Roman Sebastian Zängerle (Oberkirchberg, 20 gennaio 1771 – Graz, 27 aprile 1848) è stato un vescovo cattolico tedesco.

## Biografia
Franz Xaver (questo il suo nome di battesimo) Zängerle nacque nel 1771 vicino a Ulma, figlio del saponaio e mercante Johann Zängerle e di sua moglie Elisabeth, nata Brotam.
Nel 1788 abbracciò la vita religiosa tra i benedettini dell'abbazia di Wiblingen e prese il nome di Roman Sebastian e fu ordinato prete nel 1793. A Wiblingen fu insegnante di filosofia ed esegesi biblica e maestro dei novizi.
Fu professore di sacra scrittura nell'università di Salisburgo e poi in quelle di Brno, Praga e Vienna, dove conobbe il redentorista Clemente Maria Hofbauer.
Ottenuta una speciale dispensa dalla Santa Sede, nel 1821 ottenne un canonicato nel capitolo metropolitano di Vienna.
Nel 1824 fu eletto principe-vescovo di Seckau, sede vacante da dodici anni, e amministratore apostolico di Leoben.
Eresse in diocesi due seminari, ma anche scuole, ospedali e stabilimenti di beneficenza; chiamò in diocesi i gesuiti, i carmelitani e i redentoristi e promosse la fondazione di nuove congregazioni religiose femminili; riformò i costumi del clero secolare e regolare e migliorò quelli della popolazione.

## Genealogia episcopale e successione apostolica
La genealogia episcopale è:
- Cardinale Scipione Rebiba
- Cardinale Giulio Antonio Santori
- Cardinale Girolamo Bernerio, O.P.
- Arcivescovo Galeazzo Sanvitale
- Cardinale Ludovico Ludovisi
- Cardinale Luigi Caetani
- Cardinale Ulderico Carpegna
- Cardinale Paluzzo Paluzzi Altieri degli Albertoni
- Cardinale Flavio Chigi
- Papa Clemente XII
- Cardinale Giovanni Antonio Guadagni, O.C.D.
- Cardinale Cristoforo Migazzi
- Arcivescovo Michael Léopold Brigido
- Arcivescovo Sigismund Anton von Hohenwart, S.I.
- Arcivescovo Augustin Johann Joseph Gruber
- Vescovo Roman Sebastian Zängerle, O.S.B.

La successione apostolica è:
- Vescovo František Antonín Gindl (1832)